# Palácio de Haga

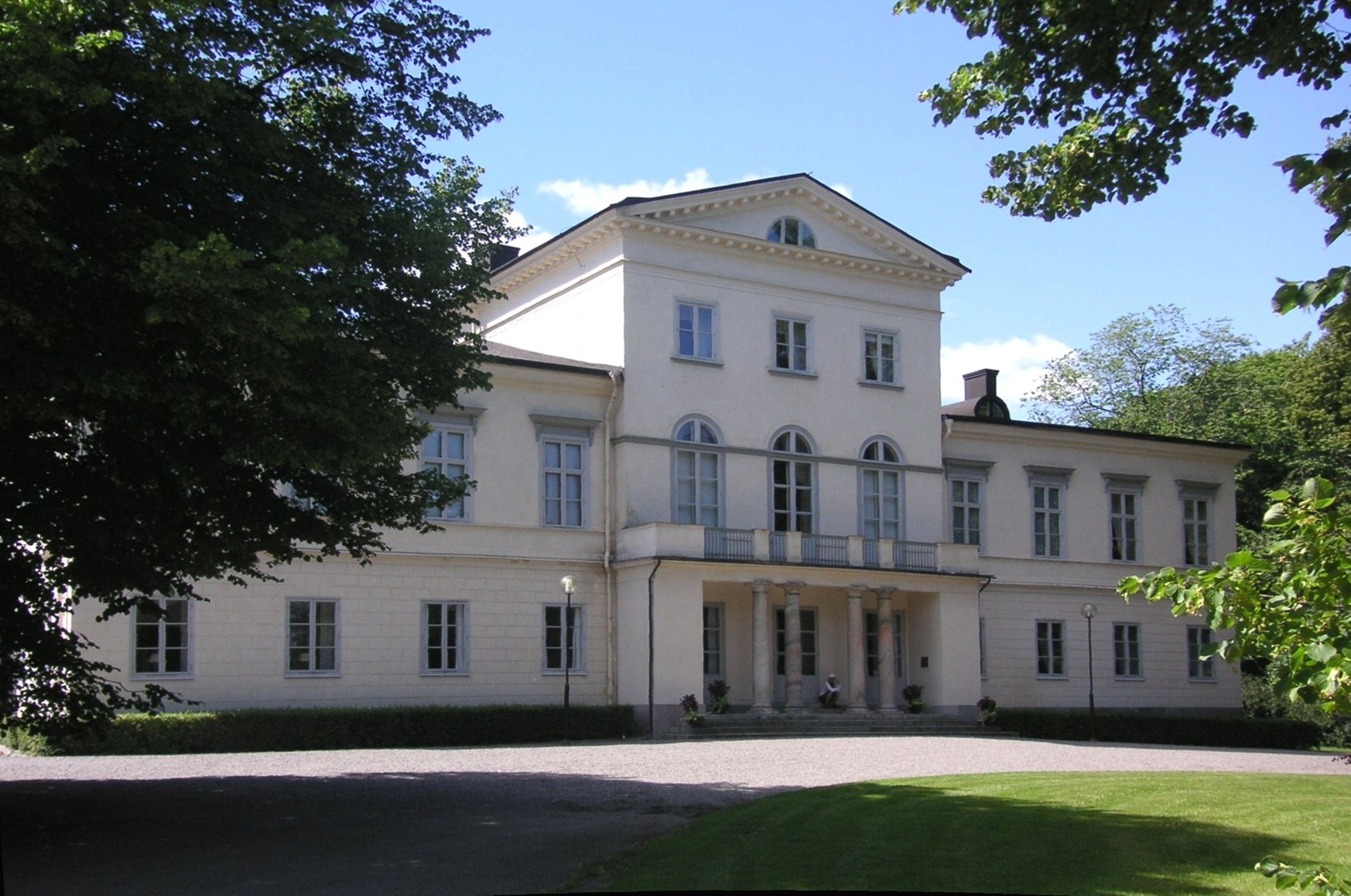
Palácio de Haga

O Palácio de Haga (em sueco: Haga Slott), também conhecido como Pavilhão da Rainha, está localizado em Hagaparken, Solna, Estocolmo, Suécia. Foi construído entre 1802 e 1804 para o rei Gustavo IV Adolfo da Suécia, pelo arquiteto Carl Christoffer Gjörwell.
O atual rei da Suécia, Carlos XVI Gustavo, e suas irmãs maiores (as princesas Margarida da Suécia, Brígida da Suécia, Desidéria da Suécia e Cristina da Suécia) nasceram no Palácio de Haga. Depois da fatalidade com o príncipe Gustavo Adolfo, Duque da Bótnia Ocidental, em 1947, a família real sueca mudou-se para o Palácio Real de Estocolmo. Em 1966, o rei Gustavo VI Adolfo permitiu que o Governo da Suécia usasse o palácio para acomodar seus convidados.
Em 19 de Junho de 2010 após o seu casamento, a princesa Vitória, Princesa Herdeira da Suécia e o seu consorte Daniel, Duque da Gotalândia Ocidental mudaram-se para o Palácio de Haga.

## Fotos históricas

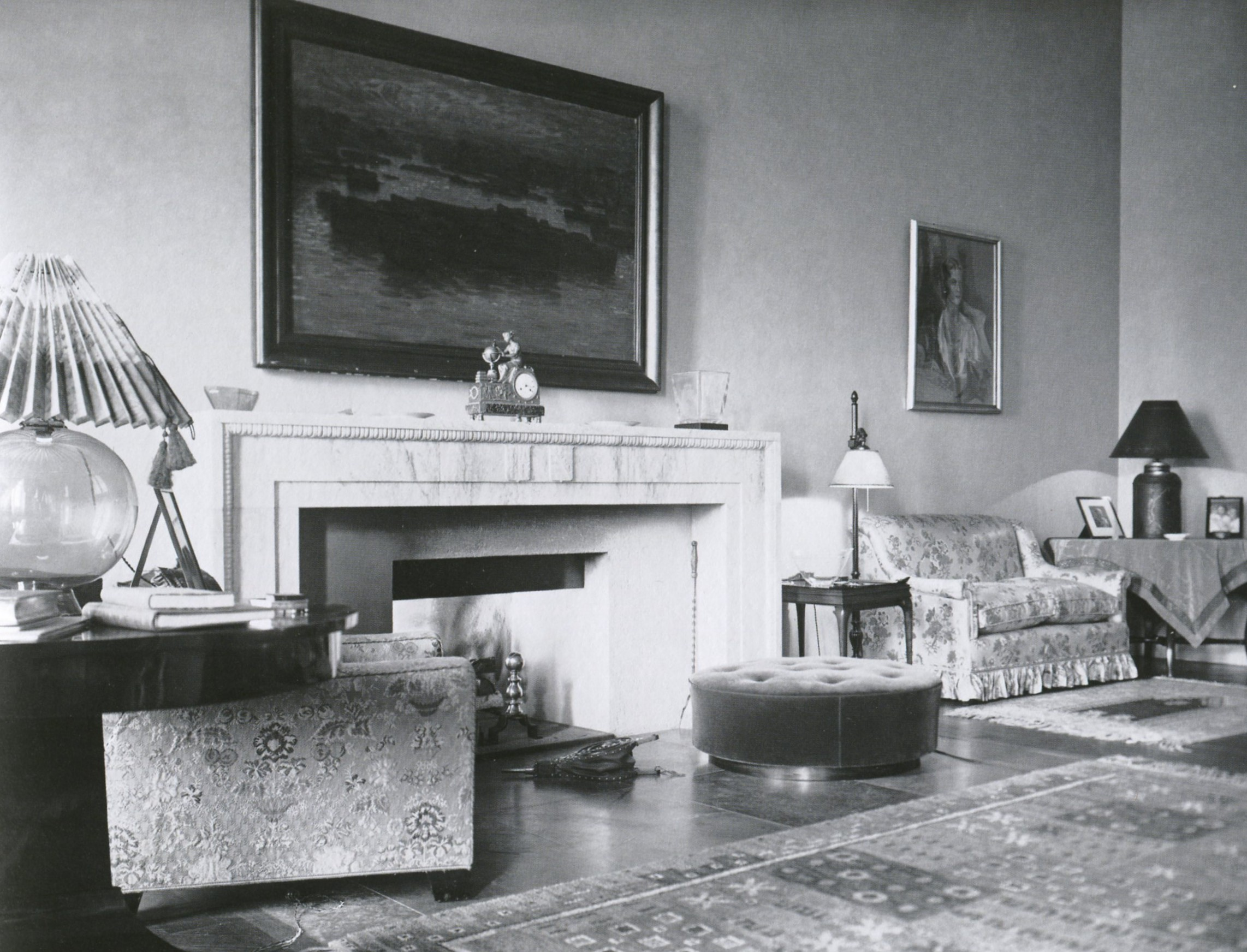
A sala de estar na década de 1940
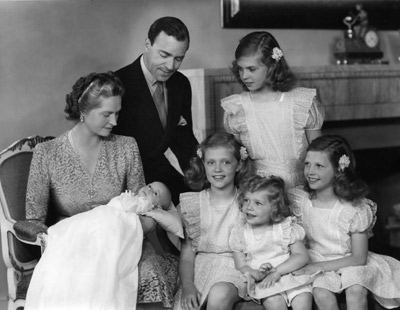
Sibila de príncipe Gustavo Adolfo e todas as crianças em 1946
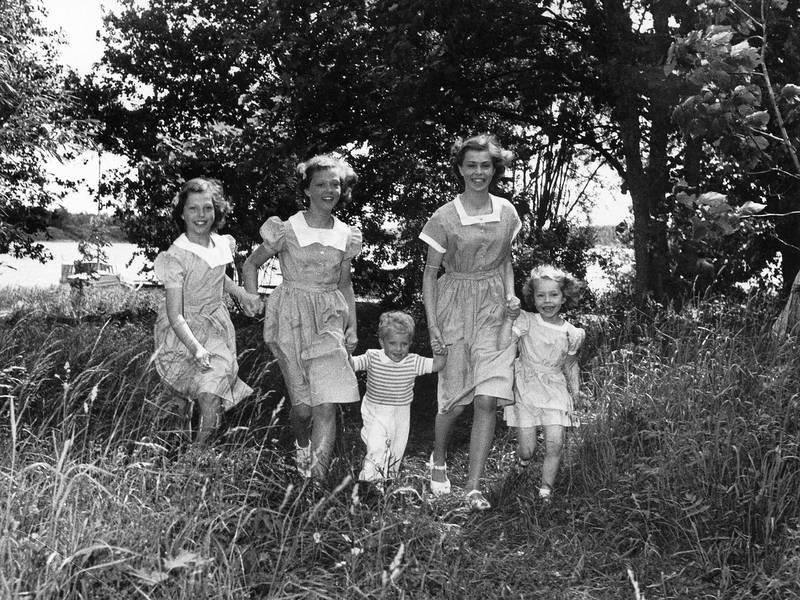
Sessorna Haga e Carl XVI Gustaf Carl Gustaf (1948)
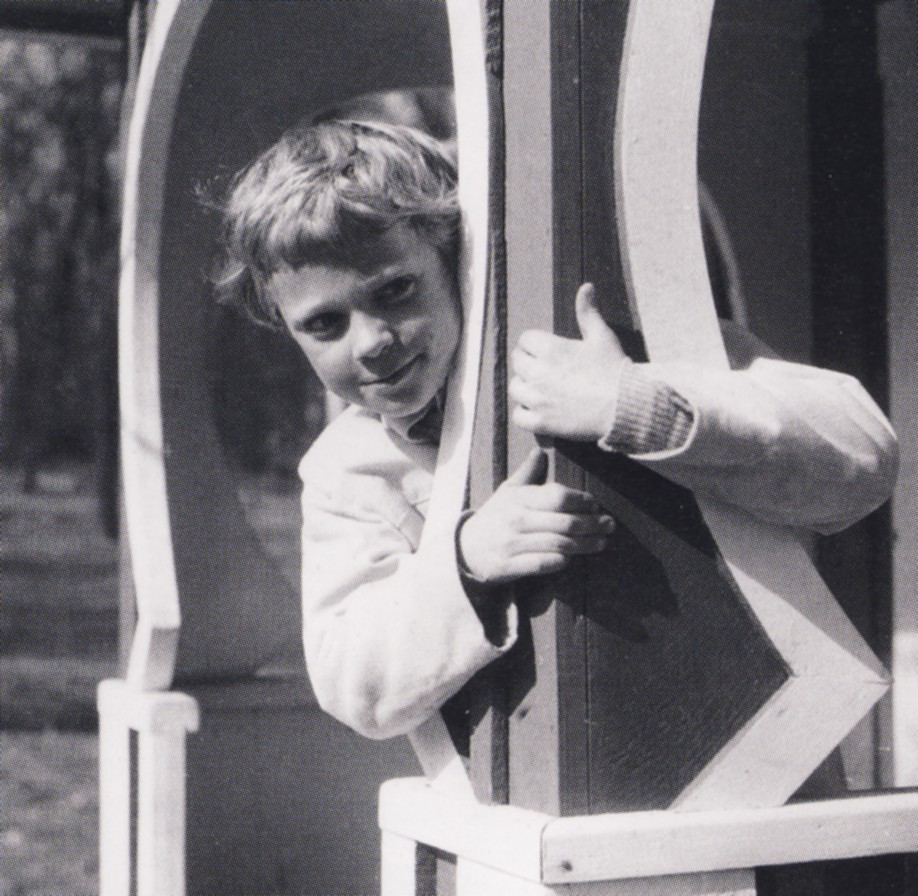
Carl Gustav no recreio

### Piso representativo do governo
Reversão de contorno real em 1966 para o governo do rei Gustavo VI Adolfo da Suécia, o palácio foi usado como uma casa de hóspedes para convidados, como durante as visitas de estado ou como o rei disse: como uma residência para pessoas de destaque do exterior, que os hóspedes do governo ou caso contrário deve beneficiar desta residência. Em relação à renovado ala direita do palácio ficou com uma nova tarefa para a arte e mobiliário foram movidos do extinto Utrikesministerhotellet na Península de Blasieholmen de Estocolmo.

## Moradia para os Príncipes herdeiros Vitoria e Daniel

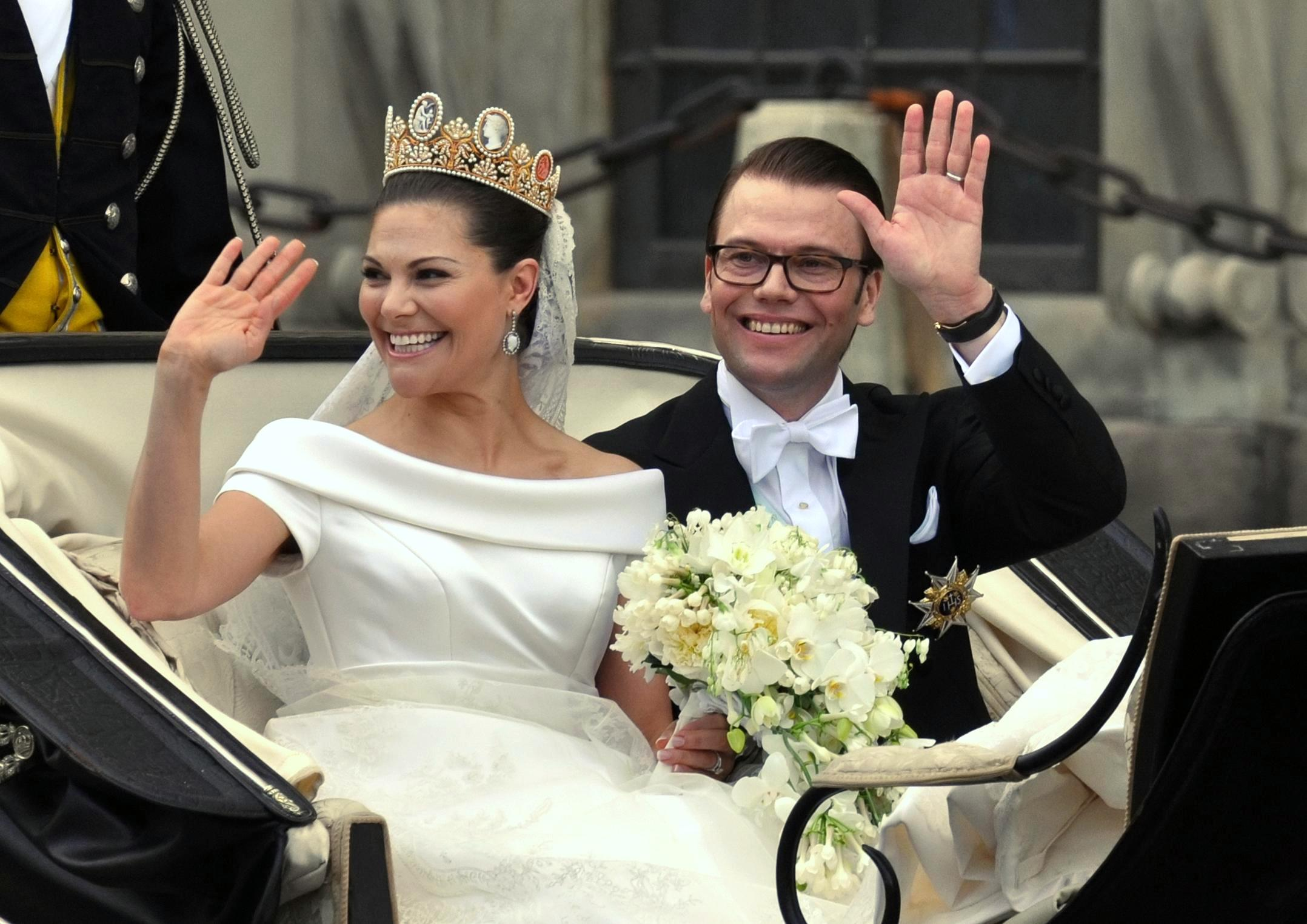
A princesa Vitória da Suécia e o marido Daniel Westling na carruagem real após o casamento real do casal em 2010.

Em 23 de abril de 2009, o primeiro-ministro anunciou que o direito à disposição (dispositionsrätten) do Palácio de Haga seria atribuído à família real sueca, passando assim o referido palácio a ser a nova residência oficial da princesa Vitória, Princesa Herdeira da Suécia e o seu marido Daniel Westling, Duque da Gotalândia Ocidental após o casamento.
A residência também é a residência oficial da princesa Estelle da Suécia, Duquesa da Gotalândia Oriental e o príncipes Óscar da Suécia, Duque da Escânia, os dois filhos do casal.